# Puffin à bec grêle
Ardenna tenuirostris
Espèce
Statut de conservation UICN

 LC UICN3.1 : Préoccupation mineure
Le Puffin à bec grêle (Puffinus tenuirostris, synonyme: Ardenna tenuirostris), dit aussi Puffin à bec mince, est une espèce d'oiseaux de mer. C'est le plus abondant (leur population est estimée à 23 millions d'individus) des oiseaux de mer d'Australie et l'un des seuls oiseaux originaire de ce pays qui soit encore exploité : ils sont utilisés pour leur duvet, leur chair (qui est salée) et l'huile trouvée dans leur estomac et provenant des poissons consommés d'où leur nom de muttonbird[pas clair]. À l'heure actuelle, le prélèvement des jeunes est strictement limité en quantité (200 000 individus par an) et en durée (du 27 mars au 30 avril). C'est une espèce d'oiseau migrateur qui niche en Australie et migre dans l'hémisphère nord pendant l'été boréal.
Il faut savoir que le nom de muttonbird est utilisé en Nouvelle-Zélande pour une autre espèce : le puffin fuligineux. Le puffin du Pacifique (Ardenna pacificus) est aussi appelé de ce nom.

## Description
Les adultes ont une envergure d'un mètre, une longueur de 41 à 43 cm et un poids d'environ 500 grammes. Ils ont un plumage beige avec la face, l'extrémité des ailes et la queue beaucoup plus foncée. Ils ont une tache blanche sous les yeux. Le bec est noir. Ce sont des bons nageurs (ils ont les pattes palmées) et plongeurs. Par contre, ils se déplacent difficilement sur le sol et ont de la peine à s'envoler en l'absence de vent.
Leur cri qu'ils ne font entendre qu'au sol est "kooka-rooka-rah".

## Alimentation
Ils se nourrissent surtout de krill, accessoirement de calamars et de poissons qu'is attrapent en plongeant jusqu'à une dizaine de mètres de profondeur.
Ils se regroupent par millions dans les îles Aléoutiennes lors de leur migration annuelle, et mettent en œuvre une technique particulière de chasse du krill, en coopération avec les bancs de harengs du Pacifique. Cette chasse particulièrement impressionnante du fait du regroupement d'environ 90 % des individus de l'espèce, soit plusieurs millions d'oiseaux, sur quelques dizaines de kilomètres carrés, fait l'objet de légendes chez le peuple aléoute.

## Reproduction

Carte de répartition

Ces oiseaux ne se reproduisent qu'en Australie, sur les côtes est du continent, en Tasmanie et dans les îles environnantes. La période des amours dure de septembre à avril. Généralement les couples restent fidèles. Les oiseaux construisent un grand nid d'environ un mètre de diamètre sur le sol. C'est là qu'ils s'accouplent et que, fin novembre, la femelle pond un œuf unique qui sera couvé alternativement par les deux parents : généralement c'est le mâle qui couve pendant les quinze premiers jours puis la femelle ; pendant la période où il est sur le nid, l'animal ne se nourrit pas.
L'éclosion se produit au bout de 53 jours, fin janvier. Les petits sont  nourris par les deux parents jusqu'en début avril puis abandonnés à eux-mêmes pendant un mois alors que leurs parents se nourrissent en mer.

## Migration
Fin avril, les oiseaux vont faire un voyage de 15 000 km vers le nord en longeant les côtes est de l'Asie jusque dans les régions arctiques (détroit de Behring) puis ils en repartent au mois d'aout pour longer d'abord les côtes de l'Amérique du Nord avant de traverser le Pacifique et d'arriver de nouveau en Australie en septembre. Il semble que les jeunes passent leur première année uniquement dans le Nord.

## Galerie

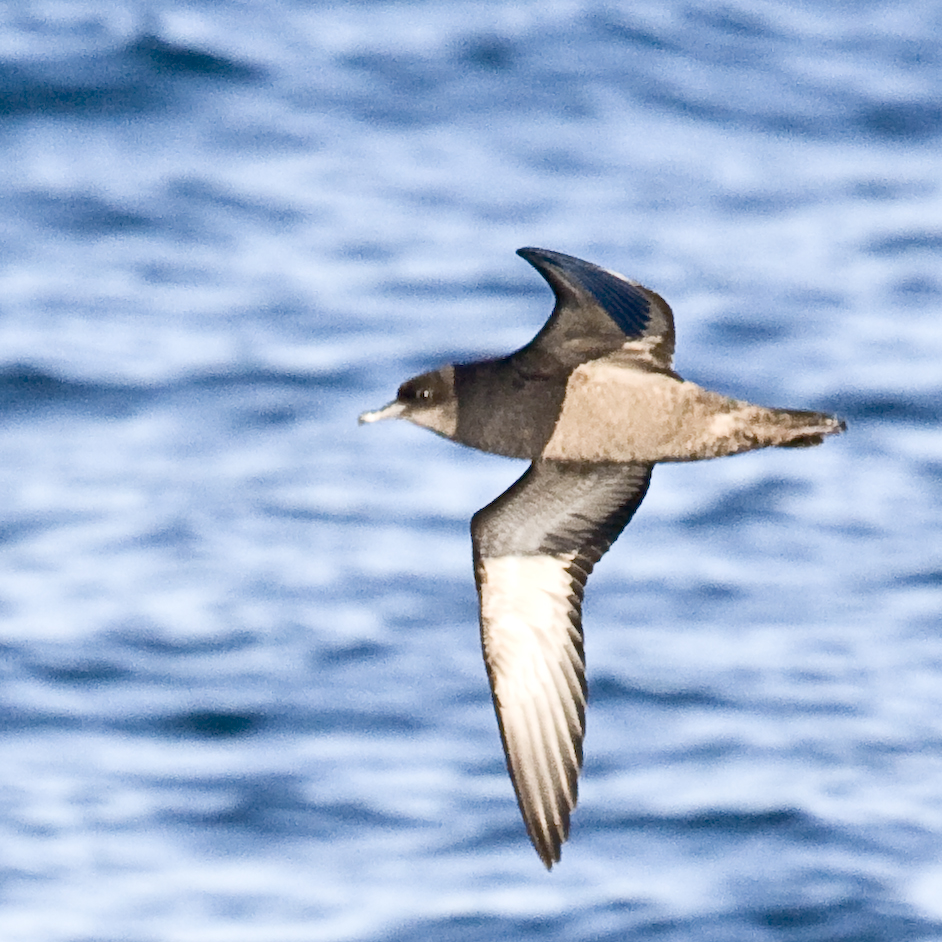

### Autres liens
- (en) un site très complet, magnifiquement expliqué mais en anglais
- (fr) de nombreuses photos, la dénomination dans de nombreuses langues.
- [PDF] (en) Document à télécharger